# Essex (Schiff, 1799)
Die Essex war eine nominell 32-Kanonen-Fregatte der US-amerikanischen Marine. Es kam im Quasi-Krieg gegen Frankreich, dem Ersten Barbareskenkrieg im Mittelmeer und im Krieg von 1812 gegen Großbritannien zum Einsatz.
Die Essex war - im Gegensatz z. B. zur Constitution - nicht an bedeutenden Seegefechten beteiligt. Die meiste Zeit ihres Daseins verbrachte sie im normalen Friedensdienst oder eskortierte amerikanische Handelsschiffe zum Schutz vor Freibeutern. Aber sie war das erste US-amerikanische Kriegsschiff, dass das Kap der Guten Hoffnung und Kap Hoorn umsegelte. Durch sie wurde im Krieg von 1812 unter Kapitän David Porter das erste britische Kriegsschiff, die 18-Kanonen-Sloop Alert (13. August 1812) erobert und sie war das erste amerikanische Kriegsschiff im Südpazifik, wo sie wie „a Yankee cat among the British pigeons“ (John B. Dwyer) den britischen Walfang praktisch zum Erliegen brachte.

## Geschichte des Schiffs

### Der Bau
Die Essex lief am 30. September 1799 auf der Werft von Enos Briggs in Salem vom Stapel. Sie wurde zwar nominell als 32-Kanonen-Fregatte bezeichnet, führte jedoch tatsächlich mehr Geschütze, insbesondere nach 1809. Die Baukosten von 139.362 US-Dollar hatten die Bevölkerung der Stadt Salem, der Stadt Essex und des Essex County aufgebracht. Am 17. Dezember wurde die Essex an die United States Navy übergeben und dem Kommando von Kapitän Edward Preble unterstellt.

### Einsätze
Nach dem Ausbruch des Quasi-Krieges mit Frankreich kam die Fregatte 1800 unter Prebles Kommando als Eskorte für Ostindienfahrer zum Einsatz, die von Batavia (Java) in Richtung der Vereinigten Staaten segelten. Hierbei umsegelte sie als erstes US-Kriegsschiff Kap Hoorn in beide Richtungen. Die nächste Mission führte das nun von Kapitän William Bainbridge geführte Schiff als Teil eines Geschwaders unter Kommodore Richard Dale, das die Aufgabe hatte, US-Handelsschiffe gegen die Angriffe der Barbareskenpiraten zu schützen, ins Mittelmeer. Nach Reparaturen in der Marinewerft von Washington (1802) kehrte sie 1804 während des Ersten Barbareskenkriegs unter dem Kommando von James Barron ins Mittelmeer zurück, nahm am erfolgreichen Angriff auf Darna am 27. April 1805 teil und blieb bis zum Abschluss des Friedensvertrags 1806 in diesen Gewässern.
Nach der Rückkehr in die Marinewerft von Washington im Juli dieses Jahres kam sie erst im Februar 1809 wieder bei sporadischen Patrouillen in US-Gewässern und bei einer Fahrt nach Europa zum Einsatz. Kurz nach dem Beginn des Krieges von 1812 mit Großbritannien unternahm Kapitän David Porter mit ihr einen gegen britische Handelsschiffe gerichteten Vorstoß nach Süden. Am 11. Juli gelang es den Amerikanern, bei einem nächtlichen Angriff auf einen Konvoi aus sieben Schiffen eines zu kapern, am 13. August stieß die Essex auf die britische Sloop Alert und zwang sie zur Kapitulation. Bis zur Rückkehr nach New York im September nahm die Fregatte insgesamt zehn gegnerische Schiffe als Prisen.
Am 28. Oktober lief die Essex aus dem Delaware River aus, um gemeinsam mit der Constitution und der USS Hornet eine Fahrt in den Südpazifik zu unternehmen. Zu Porters Besatzung bei dieser Fahrt gehörte der Midshipman David Glasgow Farragut, der im amerikanischen Bürgerkrieg den Rang eines Admirals erreichte. Nachdem Porter vor der Küste Brasiliens vergeblich auf die anderen Schiffe gewartet hatte, beschloss er, allein zu segeln und begann im Januar 1813 mit der Umsegelung von Kap Hoorn. Trotz schwerer Stürme gelang die Umsegelung, und am 14. März ging das Schiff mit zwei unterwegs erbeuteten Schonern in Valparaíso (Chile) vor Anker. In den folgenden fünf Monaten vernichtete die Essex die britische Walfangindustrie im Pazifik weitgehend. Die Amerikaner kaperten weitere 13 britische Schiffe, von denen eines, die Atlantic von Porter unter dem Namen Essex Junior als Begleitschiff in Dienst gestellt wurde. Im Oktober 1813 erreichten die beiden Schiffe die zu den Marquesas gehörende Insel Nuku Hiva, kehrten dann aber in Richtung Südamerika zurück.

### Kaperung durch die Briten 1814

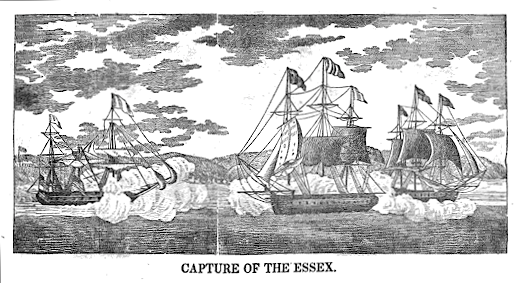
Kaperung der Essex durch Phoebe und Cherub vor Valparaíso.

Im Januar 1814 lief die Essex in chilenische Gewässer bei Valparaíso und wurde hier von einem zur Jagd auf sie entsandten britischen Verband aus der Fregatte HMS Phoebe (36 Geschütze, Kapitän James Hillyar) und der Sloop HMS Cherub (18 Geschütze, Kapitän Thomas Tudor Tucker) sechs Wochen lang blockiert. Bei einem Ausbruchsversuch verlor die Essex am 28. März durch eine Sturmböe einen Teil des Hauptmasts und konnte den Briten nun nicht mehr entkommen. Obwohl sich das amerikanische Schiff noch in neutralen chilenischen Gewässern befand, ließ Hillyar das Feuer eröffnen. Er nutzte dabei die Überlegenheit seiner Langrohrgeschütze aus und führte den Kampf über eine große Distanz, bei der die weitgehend mit Karronaden ausgestattete Essex das Feuer kaum effektiv erwidern konnte. Nach einem zweieinhalbstündigen Gefecht und 155 Toten und Verwundeten musste sich Porter den Briten ergeben, die lediglich fünf Tote und zehn Verwundete zu beklagen hatten. Zwar wird von amerikanischer Seite bei der Beurteilung dieses Kampfs die Verletzung der chilenischen Neutralität durch Hillyar hervorgehoben, doch Theodore Roosevelt betonte in seiner Geschichte des Seekriegs von 1812, dass Porter an dessen Stelle kaum anders gehandelt hätte.

### In britischem Besitz
Ende Juni 1814 brachte Kapitän Hillyar die schwer beschädigte Essex um Kap Hoorn nach Rio de Janeiro und verkaufte sie an das Prisenamt der Royal Navy, die sie reparierte und am 4. August 1814 als HMS Essex offiziell in Dienst nahm.
Etwa einen Monat später erhielt Hillyar den Auftrag, die Phoebe und die Essex nach Plymouth, England, zu bringen, wo sie am 11. November 1814 ankam. Dort wurde sie kurz nach dem Friedensschluss von Gent außer Dienst gestellt und lag unbemannt und unbeachtet im Hafen, bis die Admiralität sie 1824 der irischen Regierung als Gefängnis-Hulk zur Verfügung stellte und nach Kingstown, Irland, segelte.
Am 6. Juli 1837 wurde die Essex für etwas über 2.000 britische Pfund an einen Mr. Galsworthy versteigert. Über ihr weiteres Schicksal ist nichts bekannt. Da sie nicht mehr segeltüchtig war, ist anzunehmen, dass sie abgewrackt und das Holz verkauft wurde.

## Technische Beschreibung
Die Essex war als Batterieschiff mit einem durchgehenden Geschützdeck und einem Spardeck konzipiert und hatte eine Länge von 42,7 Metern (Geschützdeck), eine Breite von 9,4 Metern und einen Tiefgang von 3,7 Metern. Das Schiff war ein Rahsegler mit drei Masten (Fockmast, Großmast und Kreuzmast). Der Rumpf schloss im Heckbereich mit einem Heckspiegel, in den eine Galerie integriert war, die in die seitlich angebrachte Seitengalerie mündete.
Die Besatzung hatte eine Stärke von 300 Mann. Die Bewaffnung bestand bei Indienststellung aus 42 Geschützen.
|      | Batteriedeck                                      | Spardeck                                          | Geschütze (Geschossgewicht) |
| ---- | ------------------------------------------------- | ------------------------------------------------- | --------------------------- |
| 1800 | 26 × 12-Pfünder-Kanonen                           | 16 × 24-Pfünder-Karronaden                        | 42 Geschütze (157,818 kg)   |
| 1810 | 2 × 12-Pfünder-Kanonen 24 × 32-Pfünder-Karronaden | 4 × 12-Pfünder-Kanonen 16 × 32-Pfünder-Karronaden | 46 Geschütze (306,566 kg)   |